# Guareí
Guareí este un oraș în São Paulo (SP), Brazilia.